# Octomeria pumila
Octomeria pumila är en orkidéart som beskrevs av Seehawer. Octomeria pumila ingår i släktet Octomeria och familjen orkidéer. Inga underarter finns listade i Catalogue of Life.